# Заозерье (Кадуйский район)
Заозе́рье — деревня в Кадуйском районе Вологодской области.
Входит в состав сельского поселения Семизерье (до 2015 года входила в Рукавицкое сельское поселение), с точки зрения административно-территориального деления — в Чупринский сельсовет.
Расположена на правом берегу реки Суда. Расстояние по автодороге до районного центра Кадуя — 18 км, до центра муниципального образования деревни Малая Рукавицкая — 16 км. Ближайшие населённые пункты — Глухое, Круглое.
По переписи 2002 года население — 19 человек.